# Jozef Deleu
Jozef Deleu (Roeselare, 20 d'abril 1937) és un poeta, editor i activista cultural conegut com a fundador de la revista i fundació epònima Ons Erfdeel. Des del principi va actuar per promoure la cultura en llengua neerlandesa i va veure com la seva missió fomentar la col·laboració cultural i més en particular el reconeixement recíproc amb els veïns dels Països Baixos o de parla francesa.
És el fill d'un granger francès que va emigrar a Flandes Occidental. Va estudiar i treballar de mestre de 1956 a 1970. Inspirat per l'escriptor André Demedts (1906-1992), el 1957 va crear la revista Ons Erfdeel (‘el nostre heretatge’). A les primeries aspirava a millorar els lligams culturals entre Flandes i Flandes francès i tenia una capçalera bilingüe Ons Erfdeel - Notre patrimoine. D'una tirada de 250 va atènyer 10.000 i ja no n'hi havia prou amb el voluntariat. El 1970 va deixar l'ensenyament i va crear la Fundació Ons Erfdeel. El 1972 va estrenar a Rekkem el «Centre de diàleg de la Fundació Ons Erfdeel», un edifici que literalment toca la frontera belgofrancesa.
El 2009 va rebre, junts amb l'escriptor Jeroen Brouwers, el «Premi a la col·laboració cultural entre Flandes i els Països Baixos». Entrevistat en aquesta ocasió va dir: «No em puc imaginar una activitat cultural que es limita a Flandes. El territori de parla neerlandesa és tan petit. Si el divideixes, serà encara més petit.»

## Obres destacades
- Ons Erfdeel (1957-2019), des de 2020 rebatejat de lage landen), revista
- Septentrion, revue de culture néerlandaise des de 1972
- De Franse Nederlanden/Les Pays Bas Français, anals des de 1976
- Het liegend konijn (‘el conill mentider’), revista de poesia neerlandese ineditada, des de 2003[7]

## Reconeixement
- 2020 Arkprijs o Premi Arca de la Paraula Lliure Els jurats van estimar Deleu per ser «la personificació preeminent del flamenc conscient, crític, tolerant i pertinaç».[8]